# HWA Evo
Der HWA Evo (Eigenschreibweise: HWA EVO) ist ein in Entwicklung befindlicher viersitziger Sportwagen des in Affalterbach ansässigen Automobilherstellers HWA AG.
Es ist ein sogenanntes Restomod, ein restauriertes und weiterentwickeltes Fahrzeug, das auf der Mercedes-Benz-Baureihe W 201 basiert. Der Evo ist das erste eigenständig entwickelte Fahrzeug von HWA und stellt eine Hommage dar an die in der Deutschen Tourenwagen-Meisterschaft eingesetzten Mercedes-Benz 190E 2.5-16 Evo II.

## Technik

### Karosserie und Chassis

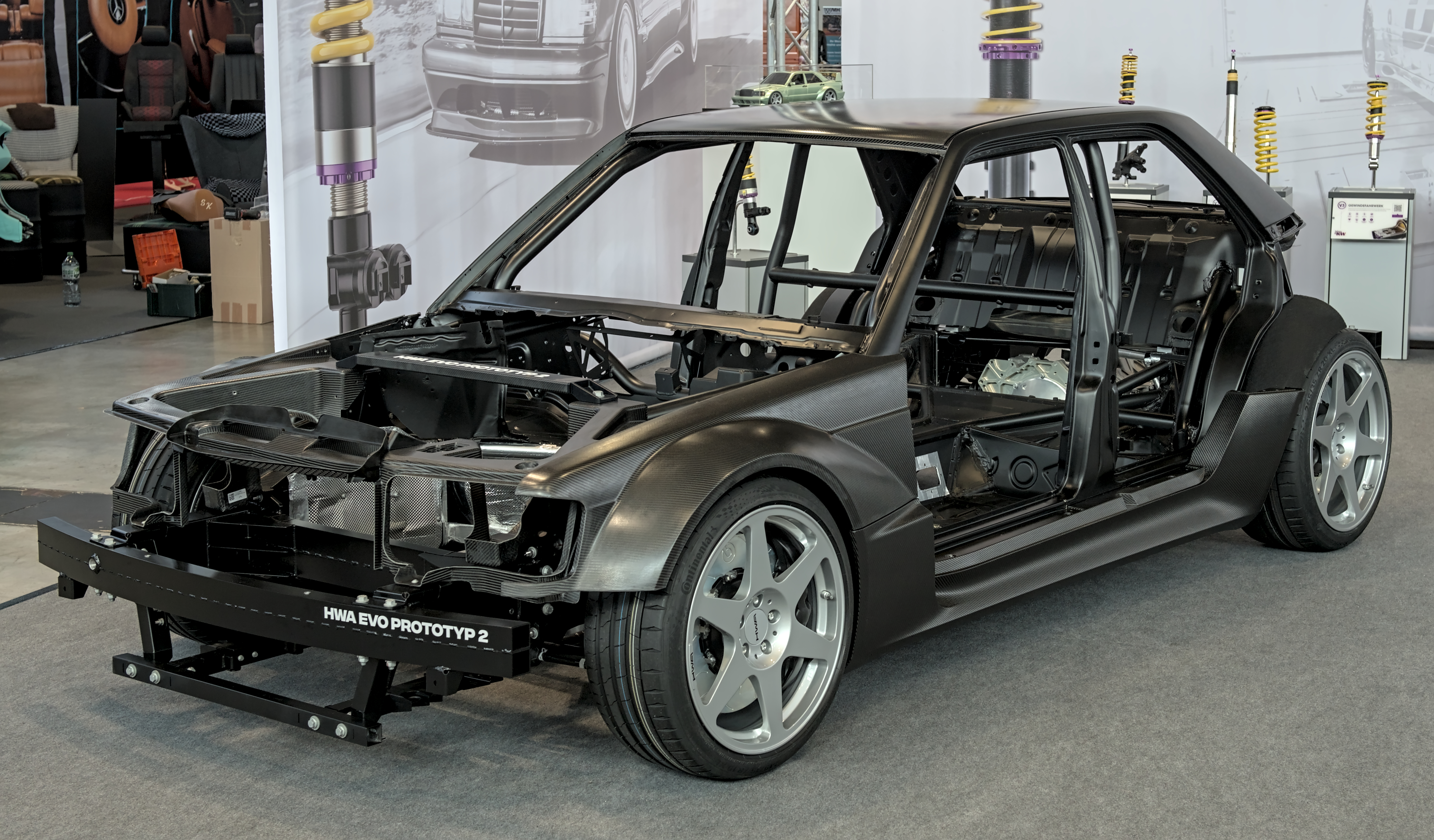
Karosserieaufbau auf den Retro Classics 2025

Als Basis für die HWA Evo-Fahrzeuge werden sehr gut erhaltene Karosserien mit möglichst geringen Vorschäden von Gebrauchtwagen des Typs Mercedes-Benz 190 verwendet. Alle mechanischen und elektrischen Bauteile des Spenderfahrzeugs entfallen, lediglich die leere Fahrgastzelle und die Grundrahmen der Türen werden übernommen und strukturell wesentlich versteift. Der gesamte Vorbau und Teile des Hecks werden durch neu entwickelte Karbon- bzw. Aluminium-Strukturen und geänderte Fahrschemel ersetzt. Dachhaut, hinteren Seitenteile mit Heckabschluss und alle Karosserieanbauteile wie Türblätter, Kotflügel, Motorhaube, Kofferraumdeckel und Heckflügel bestehen aus Karbon. Auch das Chassis ist wegen der hohen Anforderungen an Festigkeit und Crashsicherheit eine Neukonstruktion. Zur Aufnahme der 19 bzw. 20 Zoll großen Räder werden die Achsen nach vorn bzw. hinten versetzt und die Karosserie je Seite um 150 mm verbreitert.

### Antriebsstrang
Angetrieben wird der Wagen von einem hinter der Vorderachse eingebauten Mercedes-Benz-Sechszylinder-V-Motor der Baureihe M 276. Um eine möglichst tiefe Einbaulage des Bi-Turbo-Ottomotors zu erreichen, ist er mit einer Trockensumpfschmierung ausgerüstet. Die Motorsoftware und Motorsteuergeräte sowie das Elektronische Stabilitätsprogramm (ESP) werden in Zusammenarbeit mit Bosch Engineering entwickelt. Die Kraft wird über ein in Transaxlebauweise angeordnetes manuelles Sechsgang-Schaltgetriebe an die Hinterräder übertragen. Die riemengetriebenen Nebenaggregate wie Generator, Kältemittelverdichter und Lenkhelfpumpe befinden sich nicht wie üblich am Motor, sondern sind am Gehäuse des Schaltgetriebes unmittelbar vor der Hinterachse montiert. Auch die mechanischen Teile der Kupplung sind am Getriebe angeflanscht statt am Motorschwungrad. Diese Anordnung ist aufgrund der beengten Platzverhältnisse im Motorraum und für eine optimale Gewichtsverteilung erforderlich.

### Fahrwerk
Die Radträger an Vorder- und Hinterachse sind in Uniball-Gelenken gelagert und werden von Doppelquerlenkern geführt. Federung und Dämpfung erfolgen durch semiaktive Gewindefederbeine. Mit einem Liftsystem kann die Bodenfreiheit erhöht werden. An der Vorderachse sind 6-Kolben-Festsättel und Stahlbremsscheiben mit 380 mm Durchmesser eingebaut, an der Hinterachse sind es 4-Kolben-Festsättel und 360 mm große Bremsscheiben. Optional sind Carbon-Keramikbremsen erhältlich. Alle Bremsleitungen sind aus Edelstahl. Die Feststellbremse wird über einen Handhebel und Seilzüge betätigt. Sie wirkt durch separate Bremssättel auf die Bremsscheiben der Hinterachse.
In Kleinserie sollen 100 Fahrzeuge hergestellt werden. Der Wagen mit der FIN 000 wurde im Juli 2024 bei Sotheby’s für 1,31 Mio. Euro versteigert, ab Ende 2025 sollen die ersten Einheiten zu einem Nettopreis ab 714.000 Euro an Kunden ausgeliefert werden.

## Technische Daten
| Kenngrößen                | HWA Evo                           |
| ------------------------- | --------------------------------- |
| Motortyp                  | Sechszylinder-V-Motor M 276       |
| Hubraum                   | 2996 cm³                          |
| Leistung                  | 450 PS (331 kW) / 500 PS (368 kW) |
| Drehmoment                | 550 Nm / N/A                      |
| Beschleunigung 0–100 km/h | N/A                               |
| Höchstgeschwindigkeit     | 270 / 300 km/h                    |
| Leergewicht               | 1360 kg                           |
| Länge × Breite × Höhe     | 4580 × 1910 × 1360 mm             |
| Reifengröße               | 245/35ZR19 vorn 265/35ZR20 hinten |

1. 1 2 3  mit optionalem Affalterbach-Paket